# Флаг Саудовской Аравии
Фла́г Сау́довской Ара́вии (араб. علم المملكة العربية السعودية‎) — наряду с эмблемой и гимном — официальный символ Саудовской Аравии. Используется правительством Саудовской Аравии с 15 марта 1973 года.

## Описание
Флаг Саудовской Аравии представляет собой прямоугольное зелёное полотнище, с начертанной на нём серебряной вязью шахадой: لاَ إِلَهَ إِلاَّ اللَّهُ  مُحَمَّدًا رَسُولُ اللَّهِ‎ Лā илāха илла Ллāху Мух̣а́ммадан Расȳлу-Ллāхи — «Нет Бога, кроме Аллаха, и Мухаммед — посланник его», под которой располагается серебряная сабля.
Чтобы надпись читалась с обеих сторон, флаг сшивается из двух одинаковых полотнищ.
Меч символизирует победы основателя страны — Абдель-Азиза Ибн-Сауда.

## История
Зелёный флаг с шахадой был связан с ваххабитской идеологией, зародившейся в Аравии в XVIII веке. Это движение было связано с саудитами, и когда Абдель Азиз ибн Сауд стал эмиром эмирата Неджд и Хаса в 1902 году, он добавил меч на этот флаг. Дизайн флага не нормировался до 15 марта 1973 года, и до этого часто использовались варианты с двумя мечами и/или белой вертикальной полосой слева, у древка. В 1938 году флаг принял свой нынешний вид.

## Исторические флаги

Вариант флага, использовавшегося с 1932 по 1934 год, с белой полосой у древка.
Вариант флага, использовавшегося с 1934 по 1938 год, с более тонкой белой полосой.
Вариант флага, использовавшегося с 1938 по 1973 год, без полосы.

## Флаги государств Аравии
Предшественниками Саудовской Аравии были государства на территориях Неджда и Хиджаза. С 1744 года на флаге присутствовал полумесяц. От 1902 до 1921 года использовались различные надписи на арабском языке.

Флаг Неджда с 1744 по 1891 год.
Флаг Неджда с  1902 по 1921 год.
Флаг Неджда с 1921 по 1926, напоминающий современный саудовский флаг.
Флаг Неджда с 1926 по 1932, с белой каймой.
Флаг династии Аль Рашид, с 1835 по 1920 год.
Флаг Хиджаза, с 1916 по 1917
Флаг Хиджаза с 1917 по 1920, основанный на панарабских цветах.
Флаг Хиджаза с  1920 по 1926
Флаг Хиджаза с  1926 по 1932

## Прочие флаги
Гражданский флаг представляет собой зелёный флаг с государственным флагом в кантоне с белой каймой. Он используется в основном торговыми судами в море.

Гражданское знамя (лицевая сторона). Соотношение 2:3
Флаг ВМС. (Соотношение 12:25)
Военно-морской. Соотношение: 2:3
Королевский флаг (Соотношение 2:3)

## Использование

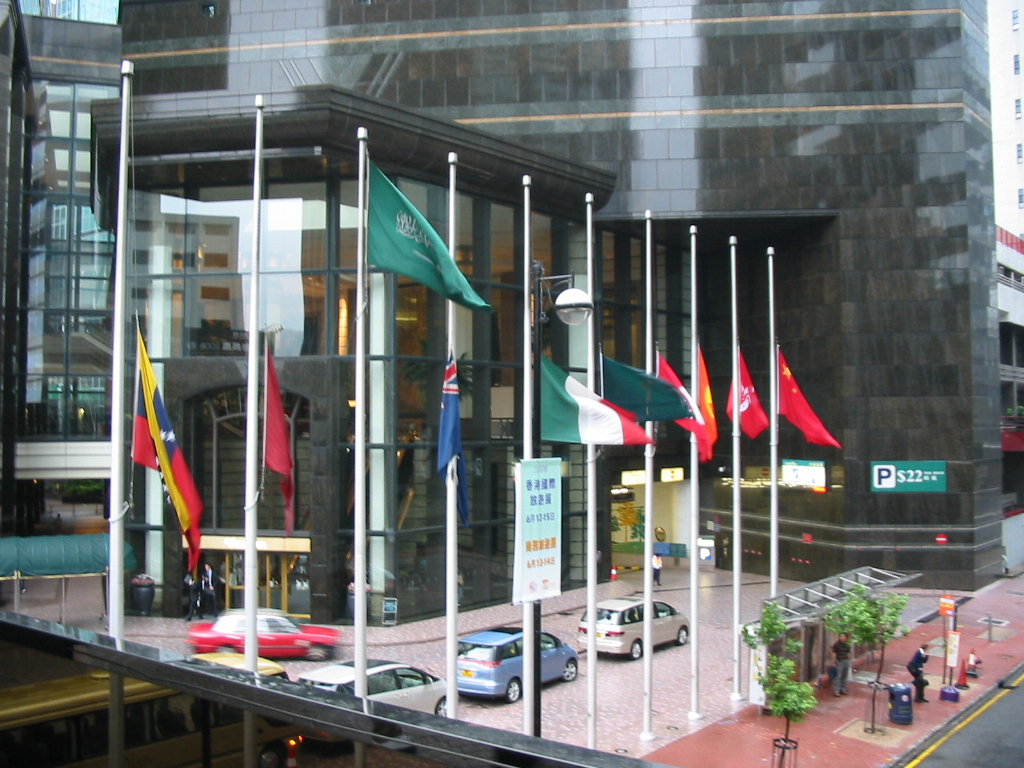
Флаг Саудовской Аравии никогда не приспускают

Поскольку шахада считается священным для мусульман символом, флаг не используется на футболках или других предметах. Саудовская Аравия протестовала против изображения её флага на футбольном мяче, который был выпущен ФИФА и на котором изображались все флаги участников Чемпионата мира по футболу в 2002 году. Саудовские чиновники заявили, что удары ногами по шахаде — это абсолютно неприемлемо. Кроме того, в 2007 году попытка американских военных оказать гуманитарную помощь детям Афганистана в виде сброшенных с вертолётов футбольных мячей, украшенных флагами, в том числе флагом Саудовской Аравии, завершились демонстрациями протеста.
Флаг никогда не приспускают в случае траура.